# Victor Eriksson
Victor Eriksson (Värnamo, 17 de septiembre de 2000) es un futbolista sueco que juega en la demarcación de defensa para el Hammarby IF de la Allsvenskan.

## Selección nacional
Hizo su debut con la selección de fútbol de Suecia en un partido amistoso contra Finlandia que finalizó con un resultado de 2-0 a favor del combinado sueco tras los goles de Christoffer Nyman y Joel Asoro.

## Clubes
| Club                     | País           | Año       | Partidos | Goles |
| ------------------------ | -------------- | --------- | -------- | ----- |
| Värnamo Södra FF         | Suecia         | 2015-2017 | 35       | 0     |
| IFK Värnamo              | Suecia         | 2017-2023 | 131      | 4     |
| Minnesota United F. C. 2 | Estados Unidos | 2024      | 6        | 0     |
| Minnesota United F. C.   | Estados Unidos | 2024      | 4        | 0     |
| Hammarby IF              | Suecia         | 2024-     | 17       | 0     |